# Fortaleza de Slesa
La fortaleza de Slesa (en georgiano: სლესის ციხე) es una fortaleza medieval ubicada en el municipio de Akhaltsikhe en la región de Samtskhe-Javakheti, Georgia. La fortaleza consiste en un castillo, ahora en ruinas, y una torre mejor conservada, estratégicamente encaramada en dos colinas adyacentes, protegiendo los accesos del sur al corazón de Georgia a través del valle de Borjomi. Está inscrita en la lista de los Monumentos culturales inamovibles de importancia nacional.

## Historia
La historia del castillo es desconocida. Sus características arquitectónicas, incluida la falta de guarniciones para armas de fuego, sugieren que Slesa podría haberse construido durante la Alta Edad Media. Un documento georgiano fechado en 1516, que enumera las familias nobles de Samtskhe, menciona a los Slesari, literalmente, "de Slesa", quienes compartieron con los Avalishvili la herencia del Bumbulidze, "con su cementerio, monasterio e iglesia de la corte". La aldea de Slesa se documentó por primera vez, con 16 hogares, en un censo fiscal otomano de 1598. La conquista otomana de la zona provocó el desplazamiento o la asimilación de la población local de Samtskhe. Para el siglo XIX, el pueblo se había extinguido.

## Diseño
La fortaleza de Slesa encabeza una colina rocosa, aproximadamente a medio camino entre los pueblos de Kvabiskhevi y Atsquri, en la orilla izquierda del río Kurá (Mtkvari), cerca de la carretera principal S8 Borjomi-Akhaltsikhe, con vistas al valle del río y protegiendo la entrada sur del desfiladero de Borjomi.
El castillo está seriamente dañado: los muros superiores se han derrumbado, las aberturas de ventanas y puertas están destrozadas y sus estructuras internas están en ruinas. El edificio está ubicado en un plano rectangular irregular, alargado en el eje sur-norte y redondeado en su extremo suroeste. Los muros cortina, de altura variable y transportados hasta ocho metros en el sur, están fortificados con contrafuertes semicirculares algo salientes. El patio consta de tres plataformas: la inferior contiene restos de varias estructuras pequeñas, la central alberga una iglesia en ruinas de pequeñas dimensiones, y la superior está coronada por una torre alta con esquinas redondeadas, que está casi completamente envuelta por el muro cortina.
Los muros del castillo están construidos con cursos regulares de piedra, unidos entre sí con mortero. El grosor de las paredes es de aproximadamente 150 cm. Al sur de la plataforma inferior se encuentra una torre separada de cuatro pisos, con una pared trasera semicircular, construida con hileras horizontales de escombros. Una pendiente de barranco entre el castillo y la torre está flanqueada, al este, con un muro defensivo, de hasta 1.30 m de espesor. Hasta 2019, el territorio de la fortaleza no ha sido estudiado arqueológicamente.